# مصطفى الحداوي
مصطفى الحداوي لاعب مغربي دولي سابق من مواليد الدار البيضاء في 28 يوليو 1961 بدأ مشواره كلاعب سنة 1979 مع نادي الرجاء البيضاوي ولعب له حتى 1985 ثم انتقل إلى نادي إ.ف.سي لوزان السويسري الذي لعب له حتى سنة 1987 وبعدها أحط الرحال في فرنسا مع نادي سانت إتيان الذي تركه 1988 ولكنه لم يغير الأجواء الفرنسية إذ لعب لنادي نيس موسمين وبعدها انتقل إلى نادي لنس وتركه سنة 1993 لينتقل إلى نادي أنجيه وفي موسم 1995/1996
لعب لنادي جيان وبقي معه حتى سنة 1997 قبل أن ينتقل إلى نادي السويق العماني لموسمين حيث اعتزل هناك سنة 1999

## مع المنتخب المغربي
بدأ اللعب للمنتخب المغربي سنة 1983 وشارك معه في نهائيات كأس أمم إفريقيا 2 مرتين 1986 و1988 وكان من الاعبين المحظوظين حيث شارك 2 مرتين في نهائيات كأس العالم 1986 و 1994 وكان من بين ركائز المنتخب المغربي في وسط الميدان وأنهى مساره مع المنتخب المغربي سنة 1994 بعد مونديال الولايات المتحدة وقد حمل القميص الوطني في 90 مقابلة دولية من 1983 حتى 1994 .

## روابط خارجية
- مصطفى الحداوي على موقع الاتحاد الدولي (مؤرشف)  (الإنجليزية)
- مصطفى الحداوي على موقع قاعدة بيانات كرة القدم.إي يو (الإنجليزية)
- مصطفى الحداوي على موقع ناشيونال فوتبول تيمز (الإنجليزية)
- مصطفى الحداوي على موقع عالم كرة القدم.نت (الإنجليزية)
- مصطفى الحداوي على موقع أوليمبيديا (الإنجليزية)